# Liste de ponts de la Mayenne
Cette page présente la liste des ponts du département français de la Mayenne (région Pays de la Loire).
Les ponts sont classés en trois grandes catégories : les grands ponts en service, les ponts désaffectés ou détruits et les ponts présentant un intérêt architectural ou historique.

## Grands ponts
- Pont du contournement nord de Château-Gontier-sur-Mayenne - Château-Gontier-sur-Mayenne - XXIe siècle

## Ponts présentant un intérêt architectural ou historique
Les ponts de la Mayenne inscrits à l’inventaire général du patrimoine culturel sont recensés ci-après.
- Pont de Montgiroux - Alexain - XIXe siècle
- Pont de Rochefort ou de Montflours - Andouillé - XIXe siècle
- Pont muletier du moulin Fresnay - Beaumont-Pied-de-Bœuf
- Pont de Changé - Changé - XIXe siècle;XXe siècle
- Pont - La Chapelle-Rainsouin - XIXe siècle
- Vieux Pont de Château-Gontier - Château-Gontier - XIXe siècle
- Pont de Daon - Daon - XIXe siècle
- Pont - Deux-Évailles - XVIIIe siècle
- Pont - Évron - XIXe siècle
- Pont de la Valette - Houssay - XIXe siècle
- Pont de Port Rhingeard - L'Huisserie - XIXe siècle
- Pont d'Avénières - Laval - XIXe siècle;XIXe siècle;XXe siècle
- Pont de chemin de fer, dit Viaduc - Laval - XIXe siècle
- Pont de Pritz - Laval - XXe siècle
- Pont vieux sur la Mayenne - Laval - XVe siècle
- Pont Notre-Dame - Mayenne - XIXe siècle
- Pont Mac Racken[1] de Mayenne (commune)
- Viaduc de chemin de fer de Mayenne - Mayenne - XXe siècle
- Pont de Saint-Baudelle - Saint-Baudelle - XIXe siècle
- Pont - Saint-Christophe-du-Luat - XIXe siècle
- Pont de chemin de fer - Saint-Fort - XIXe siècle
- Pont de Saint-Jean-sur-Mayenne - Saint-Jean-sur-Mayenne - XIXe siècle

## Sources
Base de données Mérimée du ministère de la Culture et de la Communication.